# ویکلی یانگ ساندی
ویکلی یانگ ساندی (ژاپنی: 週刊ヤングサンデー هپبورن: Shūkan Yangu Sandē) عنوان یک هفته‌نامه سینن مانگا ژاپنی بود که اولین نسخه آن در ۱۰ آوریل ۱۹۸۷، توسط انتشارات شوگاکوکان به چاپ رسید. این مجله جایگزین شونن بیگ کامیک در مجموعه عناوین شوگاکوکان شد، و بسیاری از عناوین شونن بیگ کامیک در یانگ ساندی ادامه یافتند. این مجله‌ها را برخی مواقع به اختصار تحت نام یانسان (به ژاپنی: ヤンサン, Yansan) می‌نامیدند.
در ۳۰ مه ۲۰۰۸، شوگاکوکان اعلام کرد که انتشار مجله را متوقف خواهد کرد، و آخرین نسخه از آن در تاریخ ۳۱ ژوئیه ۲۰۰۸ منتشر شد.